# 屋井鉄雄
屋井 鉄雄（やい てつお）は、日本の土木工学者。東京工業大学名誉教授。運輸総合研究所所長。元アジア交通学会会長。

## 人物・経歴
東京都練馬区出身。1980年東京工業大学（のちの東京科学大学）工学部土木工学科卒業。1985年同大学大学院理工学研究科土木工学専攻博士課程修了、京都大学工学部土木工学科助手。1986年東京工業大学工学部土木工学科助手。1990年東京工業大学工学部土木工学科助教授。1994年マサチューセッツ工科大学客員准教授。1997年東京工業大学工学部土木工学科教授。1998年埼玉県公共事業評価監視委員会委員長。2002年ヘルシンキ工科大学土木・環境工学科客員教授。
2003年東京工業大学大学院総合理工学研究科教授。2009年フィリピン大学ディリマン校工学部土木工学科客員教授。2011年宮古市復興推進総合アドバイザー。2012年東京都都市計画審議会委員。2013年国土交通省交通政策審議会委員。2014年相模原市都市計画審議会会長。2015年国土交通省社会資本整備審議会臨時委員、アジア交通学会（EASTS）会長、国土交通省道デザイン研究会会長、沖縄県沖縄鉄軌道プロセス運営委員会委員長。
2016年東京工業大学大学院総合理工学研究科長、東京工業大学環境・社会理工学院教授、大田区交通政策基本計画推進協議会会長。2017年東京工業大学副学長（産学官連携担当）、国土交通省自転車の活用推進に向けた有識者会議委員長、国土交通省無電柱化推進のあり方検討委員会委員長。2019年千葉県都市計画審議会会長。2020年運輸総合研究所理事、土木学会副会長。2023年東京工業大学キャンパスマネジメント本部特命教授、東京工業大学名誉教授、東京医科歯科大学特任教授、運輸総合研究所所長。専門は国土計画、都市計画、環境交通工学。

## 著書
- 『社会資本の未来 : 新しい哲学と価値観でひらく21世紀の展望』（社会資本整備研究会, 森地茂と共編著）日本経済新聞社 1999年
- 『市民参画型道路計画体系の提案と道路網計画における対話技術の開発』新道路技術会議 2008年
- 『リージョナル・ジェットが日本の航空を変える』（橋本安男と共著）成山堂書店 2011年
- 『土木と環境の計画理論 : 3つの並行プロセスによる計画づくり』数理工学社 2021年

## 監修
- 『市民参画の道づくり : パブリック・インボルブメント(PI)ハンドブック』（前川秀和と共同監修）ぎょうせい 2004年
- 『関東交通プラン2015 : 人とまちにやさしい交通の体系』（杉山武彦と共同監修）運輸振興協会広報事業部 2005年